# Архангельский мост
Архангельский мост — автомобильный вантовый мост через реку Шексну в Череповце, соединяющий Заягорбский (Зареченский) и Зашекснинский районы. Мост завершил создание транспортного кольца Череповца, связывающего 4 крупных района, и обеспечивающего создание условий для кольцевого движения общественного транспорта. Открыт 10 августа 2022 года.

## История
Предпосылки
Череповец является крупным узлом в инфраструктурном каркасе страны, участвующим в транспортных связях северных и восточных регионов Российской Федерации с южными и западными.
Город стоит на пересечении федеральной автотрассы А-114 «Вологда — Новая Ладога» с прямым выходом на Ленинградскую область и город Санкт-Петербург на западе, а на севере и востоке связан с федеральными трассами А-119 «Вологда — Медвежьегорск» и М-8 «Москва — Архангельск» с выходом на Архангельскую область и Республику Карелия. С Москвой и центральными регионами страны существует прямое транспортное сообщение.
При этом одним из основных сдерживающих факторов развития городских агломераций является отставание транспортной инфраструктуры от потребностей жителей и гостей региона, требований современного бизнеса. Поэтому строительство второго моста является ключевым инфраструктурным проектом для Череповецкой городской агломерации и его ядра — города Череповца.
Существующий Октябрьский мост через реку Шексну, открытый в 1981 году, работает на пределе пропускной способности, имеет высокую степень износа. Он обеспечивает транспортную доступность к местам работы более 50 тысяч человек. Уже в 2020 году уровень загрузки моста в час пик был превышен почти вдвое.
Новый мост должен связать между собой две федеральные трассы (P-104 Череповец-Сергиев Посад и А-114 Вологда-Новая ладога), что «сократит» расстояние между регионами на 120 км. Кроме того, Архангельский мост завершит создание транспортного кольца города Череповца, связав между собой четыре крупных района, обеспечит организацию кольцевого движения общественного транспорта и выведет транзит из центра города.
С вводом моста значительно изменится и логистика маятниковой миграции Череповецкой городской агломерации, сократится время движения работников на крупнейшие промышленные предприятия — «Северсталь» и «ФосАгро». Значительная их часть проживает Заречье и Зашекснинском районе. С вводом в эксплуатацию нового моста для них и всех жителей города появится новый, более оптимальный маршрут.
Проектирование

Необходимость моста была понятна ещё в конце 1960-х годов. В генеральном плане развития города от 1968 года было запланировано ввести в строй мост в 1995 году. В 1988 году в новом плане срок сдвинули на 2005 год.
Наиболее остро вопрос строительства встал в конце 2000-х. Череповец активно рос и развивался, и стало очевидно, что если не начать строить второй мост в Зашекснинский район, город парализуют автомобильные пробки. В октябре 2007 года новый главный архитектор Череповца Александр Авсейков, приглашённый тогда мэром города Олегом Кувшинниковым из Томска, представил эскизы вариантов моста. Рассматривались 3 варианта моста — надвижной, арочный и вантовый. В 2009 году был выбран вантовый вариант. Изначально предполагалось финансировать за счёт кредита в европейских банках. Предполагалось строительство моста по договору концессии. Объём инвестиций оценивался в 14 миллиардов рублей, а стоимость проезда в пределах 100 рублей.
В начале 2010 года стоимость строительства сократили до 8 миллиардов рублей, а конструкцию изменили на арочную. Ширина моста уменьшилась с 10 до 6 полос, убрали трамвайные пути. Однако в конце 2010 года вернулись к вантовому мосту при стоимости в 13 миллиардов.
Проектирование мостового перехода выполнено компанией Гипростроймост в 2010—2011 годах. Заказчиком проекта выступило Управление капитального строительства и ремонтов мэрии города Череповца. В сентябре 2011 года во время посещения региона строительство моста через Шексну одобрил премьер-министр Владимир Путин. В декабре 2011 года строимость проекта оценивалась уже в 10 миллиардов рублей и планировалось закончить его за 5 лет.
В марте 2014 года мэр Череповца Юрий Кузин рассказал о сложных переговорах с Минтрансом, стоимость при этом снизилась до 8 миллиардов. Однако ни поддержка уже ставшего губернатором Олега Кувшинникова, ни согласие нового премьера Дмитрия Медведева не могли ускорить реализацию на тот момент.
Строительство

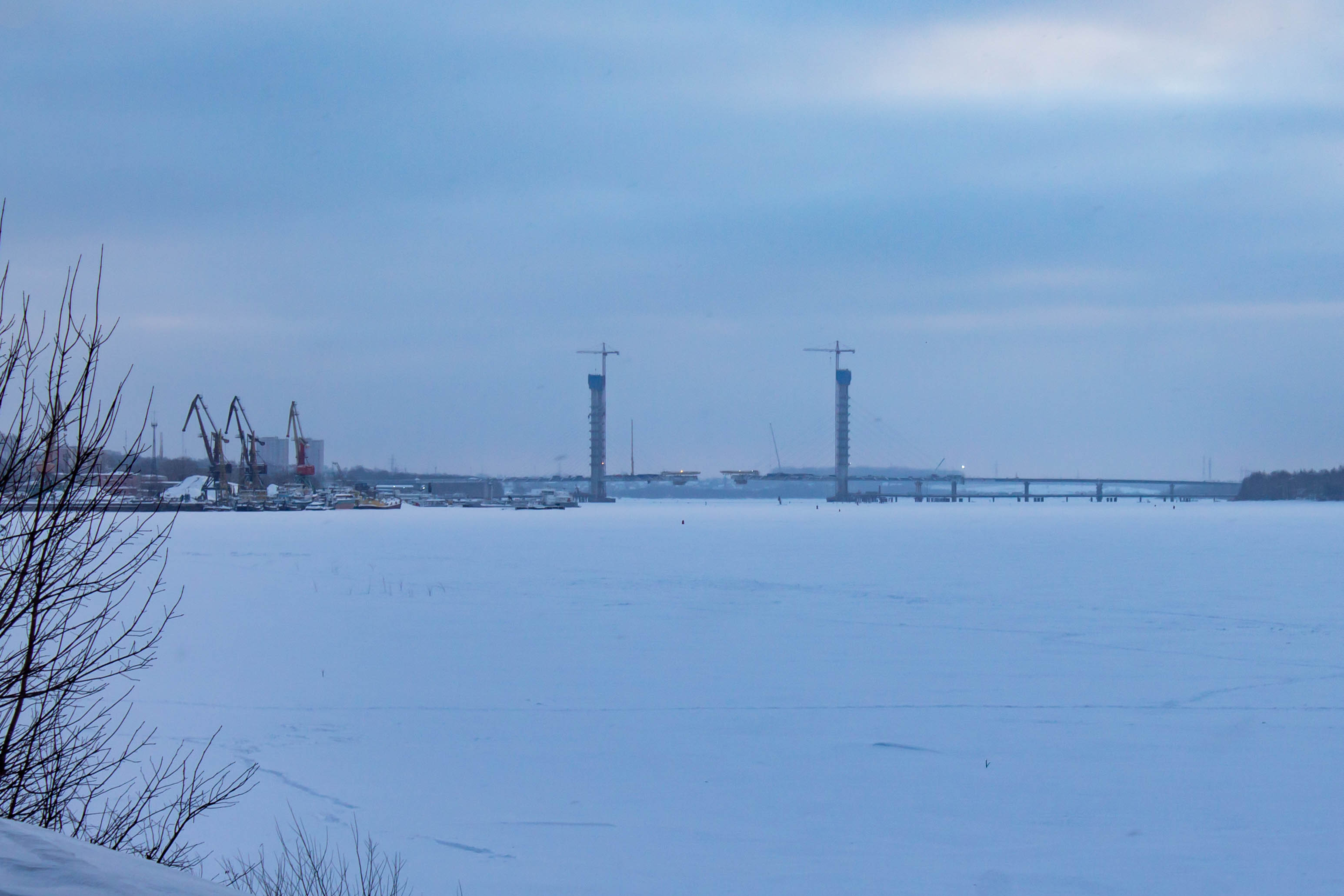

В 2017 году регион начал строить подходы к нему на средства областного бюджета. На этом этапе был осуществлён перенос существующих инженерных сетей и коммуникаций. В 2019 году проект был поддержан президентом и правительством РФ. Без федерального финансирования строительство такого капиталоемкого объекта грозило сильно затянуться.
22 марта 2019 года был подписан государственный контракт на строительство моста. Управление автомобильных дорог Вологодской области в лице директора И. В. Корнилова с победителем конкурсных процедур — АО «ВАД» в лице М. А. Захарова. Компания должна выполнить работы в течение 7 лет. Подрядчиком по строительству мостового перехода стала тюменская компания «Мостострой-11». Строительство началось в августе 2019 года с забивания первой сваи в присутствии Губернатора Вологодской области Олега Кувшинникова, Министра транспорта Евгения Дитриха и Полномочного представителя Президента РФ в СЗФО Александра Гуцана.
В июне 2021 года губернатор Вологодской области Олег Кувшинников заявил, что на строительство Архангельского моста получено 13 миллиардов 900 миллионов рублей, основная часть средств была выделена из федерального бюджета.
5 августа 2021 года началась сборка первого блока центрального пролетного руслового строения. По состоянию на 15 сентября 2021 года была смонтирована часть вант, крепящих центральную часть пролетного строения, по левому берегу полностью закончено бетонирование верхней железобетонной плиты.

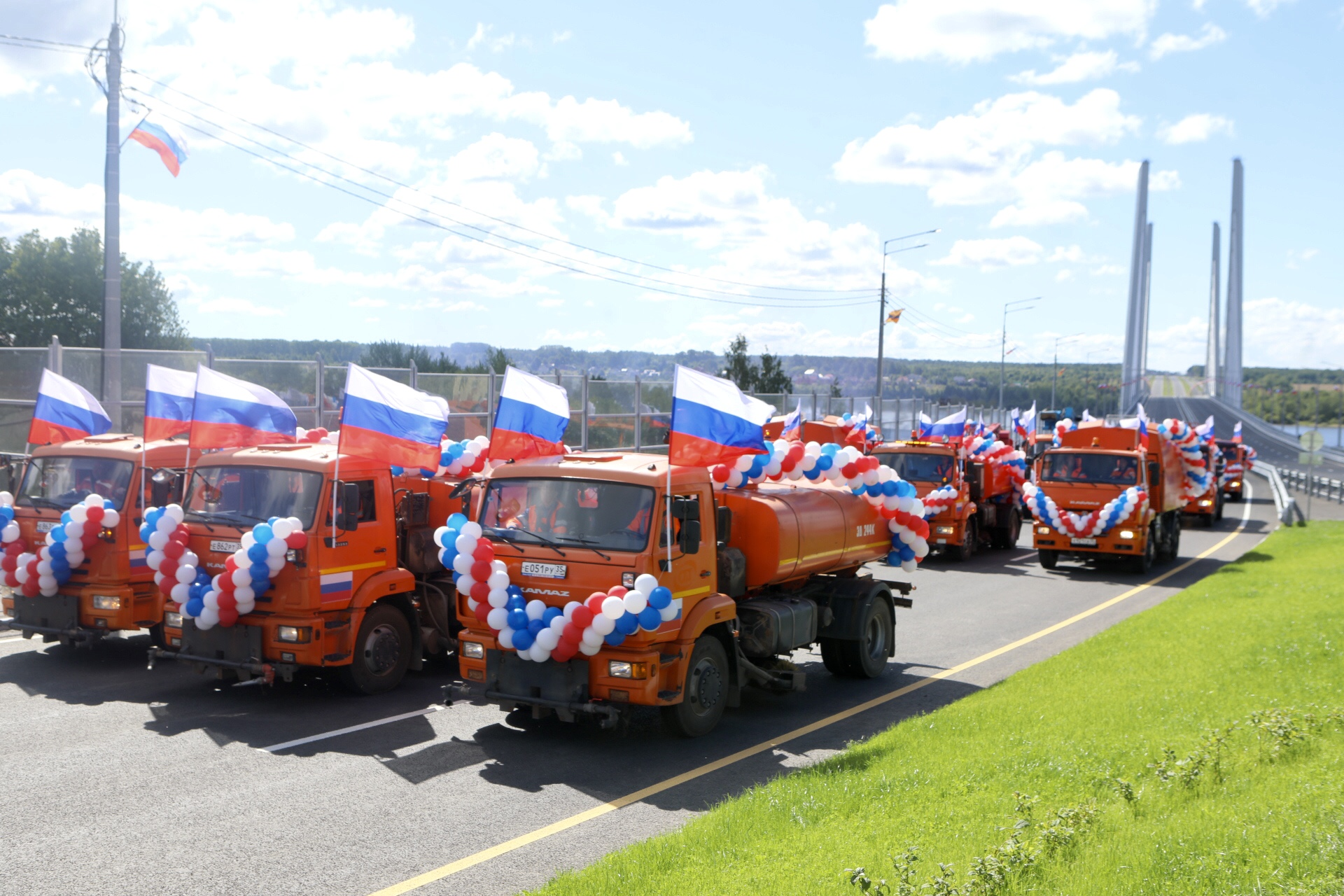

Изначально планировалось завершить строительство в ноябре 2025 года. Однако за счёт своевременного выделения средств удалось приблизить сроки сдачи моста сразу на три года — до августа 2022 года. Техническое открытие было запланировано на 1 августа 2022 года. Торжественные мероприятия прошли 10 августа.

## Параметры моста
- Протяжённость моста составит 1167 метров
- схема пролётов моста: 4х63+63+64+98+220+98+64+63+3х63+42 м
- высота пилонов от проезжей части — 91 м
- пилоны железобетонные
- длина вант — 5428 м
- вес вант — 325 т
- пролётные строения — сталежелезобетонные
- число полос движения — 6
- габарит проезжей части — 2(Г-14.25)
- тротуары — 2×1,5 м
- габарит судоходного пролёта — 180 Х 17 м
- высота подмостового габарита в судоходном пролёте — 17 м[8][18]

## Название
В марте 2019 года администрация Череповца объявила, что название моста выберут жители города, а голосование проведут на счётных участках проекта «Народный бюджет — ТОС» в единый день голосования 8 сентября 2019 года, одновременно с выборами губернатора Вологодской области. 5 сентября мэр Череповца Елена Авдеева сообщила, что из 500 вариантов поступивших от населения на стадии подготовки организаторы голосования выбрали 8 наиболее часто встречающихся: Архангельский, Верещагинский, Зареченский, Матуринский, Милютинский, Череповецкий, Шекснинский и Южный.
В день голосования 8 сентября 2019 года на счётных участках выдавали пригласительные билеты на фестиваль-марафон «Мы — за!», которых отпечатали 130 тысяч. В итоге в голосовании участвовало 73 760 человек из 245 591 избирателей (для сравнения, на выборах губернатора в Череповце проголосовало 89 253 человек). То есть явка составила 30 %. Большинство голосов, 26 598, было отдано за вариант «Архангельский». Дополнительно выбирался вариант подсветки моста — победила монохромная статичная подсветка.

## Смотровые площадки
К открытию моста в августе 2022 года планировалось обустроить две смотровые площадки: одну в створе Архангельской улицы с видом на пилоны перед въездом, а вторую около Макаринской рощи с видом на ванты. Площадки планировалось заасфальтировать, рядом сделать парковки. В день открытия на сутки мост планировалось сделать пешеходным.

## Сопутствующие проекты
С учётом будущих изменений транспортных потоков параллельно со строительством моста в 2020 году регион приступил к реконструкции путепровода, который соединяет Заречье с Северным районом, построенного в 1985 году. Планируется закончить к 2022 году. После открытия моста транспортная нагрузка на этом направлении значительно возрастет, при этом пропорционально снизится в других частях города.
В 2021 году началось строительство ещё одного важного объекта — Северного обхода города. Его главная задача — вывести значительную долю транспорта, который следует на промышленные площадки, за пределы городских улиц. Стройку в равных частях финансируют компании «Северсталь» и «ФосАгро». Первый этап, от поста ГИБДД на въезде в город до Ясной поляны стартовал 28 июля 2021 года. Стоимость проекта превышает 0,5 миллиарда рублей.
Также в сентябре 2021 года начались работы по продолжению Шекснинского проспекта до Южного шоссе. Ранее существующая его часть уже была расширена до шести полос, а далее началось строительство нового участка длиной 1,5 километра, чтобы сомкнуть эти важные магистрали. Помимо строительства самого дорожного полотна необходимо[кому?] проложить сети и обустроить тоннели для прокладки будущих коммуникаций.
По поручению Губернатора области Олега Кувшинникова все эти объекты должны быть завершены в августе 2023 года и стать частью большого транспортного кольца, которое замкнется с запуском нового моста. Одновременно будут спроектированы участки до проходных «Северстали» и до азотного комплекса. После этого планируется вывести на кардинальную реконструкцию Октябрьский мост.